# 亚球孢层腹菌
亚球孢层腹菌（学名：Hymenogaster subglobisporus）是属于伞菌目层腹菌科层腹菌属的一种担子菌。该种分布于中国。